# Pseudaraeolaimus cylindricauda
Pseudaraeolaimus cylindricauda (syn. Diplopeltula cylindricauda) is een rondwormensoort uit de familie van de Diplopeltidae.